# Seboeis
Seboeis ist eine Plantation (ein Territorium) im Penobscot County des Bundesstaates Maine in den Vereinigten Staaten. Im Jahr 2020 lebten dort 40 Einwohner in 74 Haushalten auf einer Fläche von 108,2 km².

## Geografie
Nach dem United States Census Bureau hat Seboeis eine Gesamtfläche von 108,2 km², von der 103,6 km² Land sind und 4,6 km² aus Gewässern bestehen.

### Geografische Lage
Seboeis liegt im zentralen Westen des Penobscot Countys und grenzt an das Piscataquis County. Mittig, in südliche Richtung, fließt der Piscataquls River durch das Gebiet. Er mündet bei Howland in den Penobscot River. Im Osten liegt der South Branch Lake. Die Oberfläche ist leicht hügelig, der Mattamiscontis Mountain mit 333 m Höhe ist die höchste Erhebung.

### Nachbargemeinden
Alle Entfernungen sind als Luftlinien zwischen den offiziellen Koordinaten der Orte aus der Volkszählung 2010 angegeben.
- Norden und Osten: North Penobscot, Unorganized Territory, 56,5 km
- Süden: Maxfield, 6,1 km
- Südwesten: Medford, Piscataquis County, 13,9 km
- Westen: Piscataquis County

### Stadtgliederung
In Seboeis gibt es zwei Siedlungsgebiete: Seboeis und West Seboeis.

### Klima
Die mittlere Durchschnittstemperatur in Seboeis liegt zwischen −11,1 °C (12 °F) im Januar und 20,6 °C (69 °F) im Juli. Damit ist der Ort gegenüber dem langjährigen Mittel der USA um etwa 9 Grad kühler. Die Schneefälle zwischen Oktober und Mai liegen mit bis zu zweieinhalb Metern mehr als doppelt so hoch wie die mittlere Schneehöhe in den USA; die tägliche Sonnenscheindauer liegt am unteren Rand des Wertespektrums der USA.

## Geschichte
Der ursprüngliche Name für das Gebiet lautete: Township No. 3, Eighth Range North of Waldo Patent (T3 R8 NWP). Als Plantation wurde das Gebiet am 31. März 1890 organisiert. Dies wurde im Jahr 1895 bestätigt.

### Einwohnerentwicklung
| Volkszählungsergebnisse – Plantation of Seboeis, Maine | Volkszählungsergebnisse – Plantation of Seboeis, Maine | Volkszählungsergebnisse – Plantation of Seboeis, Maine | Volkszählungsergebnisse – Plantation of Seboeis, Maine | Volkszählungsergebnisse – Plantation of Seboeis, Maine | Volkszählungsergebnisse – Plantation of Seboeis, Maine | Volkszählungsergebnisse – Plantation of Seboeis, Maine | Volkszählungsergebnisse – Plantation of Seboeis, Maine | Volkszählungsergebnisse – Plantation of Seboeis, Maine | Volkszählungsergebnisse – Plantation of Seboeis, Maine | Volkszählungsergebnisse – Plantation of Seboeis, Maine |
| Jahr                                                   | 1800                                                   | 1810                                                   | 1820                                                   | 1830                                                   | 1840                                                   | 1850                                                   | 1860                                                   | 1870                                                   | 1880                                                   | 1890                                                   |
| ------------------------------------------------------ | ------------------------------------------------------ | ------------------------------------------------------ | ------------------------------------------------------ | ------------------------------------------------------ | ------------------------------------------------------ | ------------------------------------------------------ | ------------------------------------------------------ | ------------------------------------------------------ | ------------------------------------------------------ | ------------------------------------------------------ |
| Einwohner                                              |                                                        |                                                        |                                                        |                                                        |                                                        |                                                        |                                                        |                                                        |                                                        | 98                                                     |
| Jahr                                                   | 1900                                                   | 1910                                                   | 1920                                                   | 1930                                                   | 1940                                                   | 1950                                                   | 1960                                                   | 1970                                                   | 1980                                                   | 1990                                                   |
| Einwohner                                              | 96                                                     | 86                                                     | 83                                                     | 41                                                     | 80                                                     | 70                                                     | 77                                                     | 63                                                     | 53                                                     | 40                                                     |
| Jahr                                                   | 2000                                                   | 2010                                                   | 2020                                                   | 2030                                                   | 2040                                                   | 2050                                                   | 2060                                                   | 2070                                                   | 2080                                                   | 2090                                                   |
| Einwohner                                              | 41                                                     | 35                                                     | 40                                                     |                                                        |                                                        |                                                        |                                                        |                                                        |                                                        |                                                        |

## Wirtschaft und Infrastruktur

### Verkehr
Keine der landesweiten Straßen führt durch Seboeis. Das Gebiet wird nur durch Straßen der Plantation erschlossen.

### Öffentliche Einrichtungen
In Seboeis gibt es keine medizinischen Einrichtungen oder Krankenhäuser sowie sonstige Einrichtungen. Nächstgelegene Einrichtungen für die Bewohner von Seboeis befinden sich in Howland.

### Bildung
Seboeis gehört mit Burlington, Lowell, Edinburg, Enfield, Howland, Maxfield und Passadumkeag zum School Administrative Unit 31. Im Schulbezirk stehen folgende Schulen zur Verfügung:
- Penobscot Valley High School in Howland, mit Schulklassen vom 9. bis zum 12. Schuljahr
- Hichborn Middle School in Howland, mit Schulklassen vom 6. bis zum 8. Schuljahr
- Enfield Station School in Enfield, mit Schulklassen von Pre-Kindergarten bis zum 5. Schuljahr